# Ceratina congoensis
Ceratina congoensis là một loài Hymenoptera trong họ Apidae. Loài này được Meunier mô tả khoa học năm 1890.